# Oltre le regole
Oltre le regole (Rule) è un romanzo del 2013 di Jay Crownover, primo libro della serie The Tattoo Series, The Marked Men Series.

## Storia editoriale
Il romanzo è stato pubblicato nel 2013 negli Stati Uniti e il 5 febbraio 2015 in Italia.

## Trama
Rule Archer è il solito cattivo ragazzo: pieno di tatuaggi, senza regole, ha solo relazioni occasionali poiché non crede nelle storie serie. È molto fedele con i suoi amici e con coloro che reputa della sua famiglia ma non riesce a instaurare un rapporto con i propri genitori, soprattutto con la madre, dalla morte del fratello gemello Remy considerato da tutti perfetto. La morte di Remy è avvenuta con un incidente stradale del quale la madre dà la colpa a Rule siccome Remy era uscito in una nottata piovosa per andare a prendere Rule ad una festa.
Shaw Landon è una ragazza con la testa sulle spalle, molti la definiscono gelida, frequenta l'università e si paga gli studi lavorando come barista. I suoi genitori sono divorziati da molto e non sono mai stati affettuosi, sono molto ricchi e vogliono che la figlia rispetti i loro standard alti. All'età di quattordici anni viene accolta sotto l'ala di Remy che ne aveva sedici, subito fa integrare Shaw alla sua famiglia Archer. I genitori Archer la accolgono subito a braccia aperte trattandola come una figlia e dandole tutto l'amore che i suoi genitori biologici non le hanno dato. Rule la accoglie come se non esistesse, come se fosse un fantasma e la rinomina con il nomignolo Casper. Rome, il fratello maggiore, la tratta come tratta i suoi due fratelli, proteggendola. 
Tutta la famiglia Archer è convinta che il rapporto tra Remy e Archer fosse più di un'amicizia nonostante le resistenze dei due, in realtà Remy è gay ed ha una relazione solida con un ragazzo ma nessuno della sua famiglia lo sa. Shaw è innamorata di Rule dalla prima volta che l'ha visto a quattordici anni.
La storia tra Rule e Shaw inizia per puro caso, infatti dalla morte di Remy hanno sempre avuto rapporti pacifici e gli unici momenti in cui si vedevano era la domenica mattina. Ogni domenica mattina Shaw andava a casa di Rule, nonostante l'aspetto e la compagnia che avesse, lei lo portava a fare il brunch dalla sua famiglia. Ogni volta il brunch era disastroso per il rapporto conflittuale con la madre. Ciò fino a che Rule decide di non andarci più e libera Shaw del peso di accompagnarlo.
Le loro strade si dividono per poco però, per festeggiare i suoi vent'anni Shaw decide di andare con una sua amica Ayden in un locale famoso nella loro città. Nel locale Shaw, leggermente ubriaca, incontra Rule. Rule per pietà decide di portarla fuori dal locale prima che combini guai e la porta a casa sua per farla riprendere. Shaw, inibita dall'alcool decide di concedersi a Rule aspettandosi da lui solo una notte. La mattina dopo prima di poter essere cacciata va via da sola, prima che lui si svegli.
Rule da quella notte non riesce a smettere di pensarci così propone a Shaw di provare ad avere una relazione, provando ad accordare i loro orari e vedere come si evolve. La loro relazione ha alti e bassi. I bassi sono soprattutto dovuti all'ex fidanzato di Shaw, Gabe, che non accetta di essere stato lasciato e sostituito da una persona che lui considera inferiore. Anche i genitori biologici di Shaw sono contrari al fidanzamento con Rule e spingono la ragazza a rimettersi con Gabe in ogni modo, come organizzando cene ed eventi invitando sia lei che Gabe.
Comunque riescono ad affrontare le situazioni e rimanere a galla, la situazione crolla quando, per salvare il rapporto tra Margot e Rule, Shaw confessa che Remy era gay ed era felicemente fidanzato. Che quindi ognuno ha segreti e nessuno è perfetto. Nessuno della famiglia accetta la notizia, più che altro non accettano che Remy non gli abbia detto nulla e che non si sia confidato con loro. Rule in particolare la prende male, dà la colpa a Shaw anche se è solo una portatrice della notizia; lui non accetta che il suo gemello non gli abbia detto niente su un argomento così importante e che gli abbia mentito così a lungo facendo a tutti credere di avere una storia con Shaw.
Questo porta ad una definitiva rottura tra Shaw e Rule, passano così settimane e i due non si sentono, entrambi sono distrutti ma nessuno dei due ha il coraggio di tornare dall'altro. Intanto la situazione con Gabe peggiora, inizia ad essere insistente con chiamate e messaggi, la minaccia e la segue per l'università. Tutto questo colma in una tentata aggressione da parte di Gabe a Shaw nel suo appartamento una sera che è tornata a casa.
Solo l'arrivo di Ayden e i vicini all'armati dal forte rumore riescono a fermare la violenza in tempo. Shaw viene portata di urgenza all'ospedale, niente di grave ma ha varie lesioni tra cui anche una spalla rotta ed echimosi su tutto il viso. 
Gabe viene arrestato e dice che è riuscito ad entrare nell'appartamento di Shaw solo grazie alla madre della stessa che gli ha dato tutti i codici, per questo motivo Shaw in ospedale decide di non far entrare i genitori nella sua stanza, preferisce stare da sola.
L'unica persona che le fa compagnia è Ayden, appena Rule sa dell'aggressione va subito a trovare Shaw all'ospedale, si sente in colpa di non esserle stato accanto nel momento del bisogno. Shaw però non è più disposta ad amare per entrambi e aspettare che Rule la ami quanto lei ama lui, decide così di non dare una seconda possibilità a Rule e chiudono così i rapporti.
Passano nuovamente settimane nelle quali Shaw riesce a riprendere il ritmo della vita e analizza razionalmente la sua relazione con Rule e il suo possibile continuo. Intanto anche Rule fa esami di coscienza, va alla lapide del fratello per parlare con lui e sfogarsi. Si incontra con la madre, riescono ad avere una conversazione tranquilla in cui lei si scusa con lui per come lo ha trattato tutti quegli anni cercando di trasformarlo nel fratello. Quindi anche Rule riesce a trovare il suo equilibrio sia con la madre che personale.
La festa di San Patrizio è il compleanno di Rule e Shaw decide di dare un'altra possibilità a Rule e decide di andarlo a trovare alla sua festa di compleanno ma lui l'anticipa perché poco prima della festa si presenta da lei per scusarsi. Per farle capire quanto tiene a lei le regala l'unica cosa che può regalarle, sulla mano con una penna fa un disegno accurato di un cuore con il suo nome sopra, con un disegno ha regalato a Shaw il suo cuore. Decidono di riprovarci.

### Epilogo
L'epilogo avviene circa otto mesi dopo, rappresenta il loro rapporto consolidato, le abitudini che hanno creato. Shaw si è "sciolta" e si è fatta fare vari piccoli tatuaggi da Rule e Rule si è tatuato sulle falangi delle mani il nome di Shaw.
L'epilogo introduce anche il secondo libro della serie riguardanti due personaggi amici della coppia, Ayden e Jet, amico d'infanzia di Rule, cantante rock e padrone di una piccola casa discografica.

## Personaggi
- Rule Archer: protagonista, figlio ribelle, lavora come tatuatore.
- Shaw Landon: studentesse e lavoratrice, cattivo rapporto con la sua famiglia biologica ma grande rapporto con la famiglia Archer, da sempre innamorata di Rule Archer.
- Remy Archer: fratello gemello di Rule, figliol prodigo ma con un grande segreto, migliore amico di Shaw.
- Rome Archer: fratello maggiore di Rule e Remy, militare, protettivo.
- Ayden: amica di Shaw, proveniente dal Kentucky, misteriosa sul suo passato, vive e lavora con Shaw.
- Margot e Dale Archer: i genitori Archer.
- Gabe Davenport: ex fidanzato di Shaw, figlio di una famiglia ricca, abituato ad avere tutto facilmente, aggressivo.

## Edizioni
- Jay Crownover, Oltre le regole, Newton Compton Editori, Roma, 2015, ISBN 9788822701015.